# Frixo

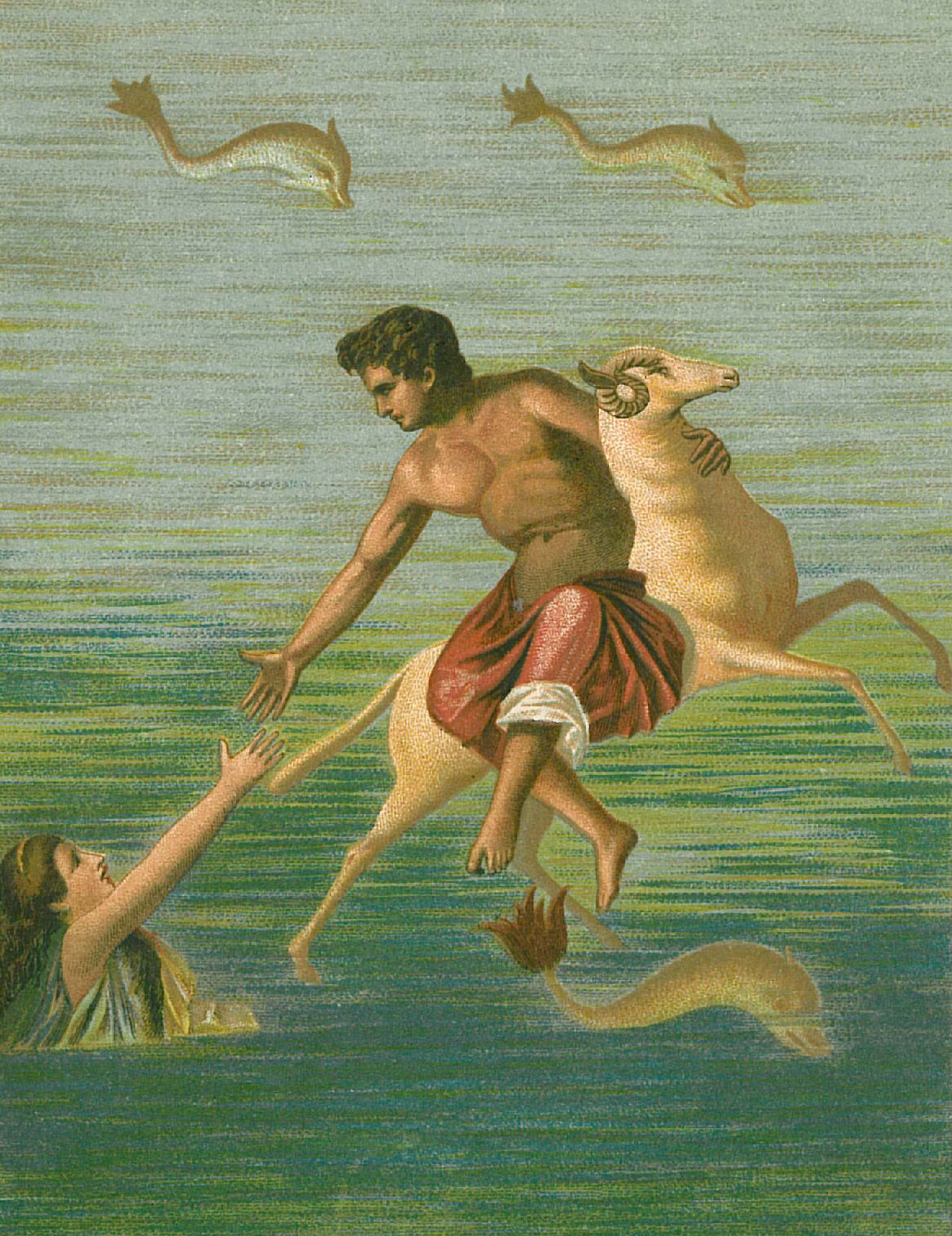
Frixo e Hele. Antigo afresco romano encontrado em Pompéia, agora no Museu Arqueológico de Nápoles.

Frixo, na mitologia grega era filho de Atamante e Nefele. Sua irmã se chamava Hele, e ele tinha dois meio-irmãos, Learchos e Melicertes, filhos de Atamante e Ino.
Ino fez um plano contra os filhos de Nefele: na hora da semeadura, ela molhou o trigo, o que fez com que a colheita anual fosse um fracasso. Atamante mandou mensageiros ao Oráculo de Delfos, mas Ino havia instruído os mensageiros a dizer que Frixo deveria ser sacrificado a Zeus.
Nefele, que tinha recebido um carneiro com o velo de ouro de Hermes, usou-o para voar para longe, levando Frixo e Hele; Hele, porém, caiu no mar, na região que seria chamada de Helesponto. Pelos cálculos de Jerônimo de Estridão, esta viagem ocorreu por volta do ano 1382 a.C.; pela interpretação de Jerônimo, a viagem foi em um navio, e o carneiro foi o sinal dado para que eles fugissem
Frixo finalmente chegou à Cólquida, sendo recebido pelo rei Eetes, que deu sua filha Calcíope em casamento a Frixo. Frixo sacrificou o carneiro a Zeus e deu a Eetes o velo de ouro.
Frixo e Calcíope tiveram quatro filhos: Argos, Melas, Frontis e Citisoro. Argos foi o construtor do navio dos argonautas.
Eetes havia sido prevenido por prodígios para temer a morte por um estranho, filho de Éolo, e matou Frixo. Os filhos de Frixo fugiram para seu avô Atamante, mas sofreram um naufrágio, sendo salvos por Jasão. De acordo com Jerônimo, os eventos de Frixo e Melicertes ocorrem por volta do ano 1352 a.C..
Árvore genealógica baseada no Pseudo-Apolodoro
Por simplificação, outros quatro meio-irmãos de Frixo, filhos de Atamante com Temisto, filha de Hipseu, não foram incluídos. Eles se chamavam Leucon, Erythrius, Schoeneus e Ptous.